# Parakysis hystriculus
Parakysis hystriculus är en fiskart som beskrevs av Ng 2009. Parakysis hystriculus ingår i släktet Parakysis och familjen Akysidae. Inga underarter finns listade i Catalogue of Life.